# Eric Small
Eric Small (...) è un regista e sceneggiatore statunitense.

## Biografia

### Vita privata
Sposato con l'attrice Kim Myers.

## Filmografia

### Cinema
- Il lago dei sogni (2004)
- 10,000 Days (2014)

### Televisione
- 10,000 Days (2010)